# Diploperculata
Diploperculata é uma infraordem de euriptéridos, um grupo extinto de artrópodes aquáticos comumente conhecidos como "escorpiões marinhos". O nome, derivado do grego διπλόω ("duplo") e operculum, refere-se à característica distintiva que une as superfamílias incluídas no grupo, que é o opérculo genital ser composto por dois segmentos fundidos.
O grupo contém as três superfamílias de Eurypterina:  Carcinosomatoidea, Adelophthalmoidea e Pterygotioidea, juntamente com o clado ''waeringopteroide [en]'', ainda não descrito. O clado eurypterino diploperculado, antes de sua descrição, havia sido notado como um grupo monofilético de eurypterinos derivados que formam um táxon-irmão da superfamília Eurypteroidea [en].